# Nicholas Range
Nicholas Range är en bergskedja i Antarktis. Den ligger i den nordöstra delen av kontinenten. Australien gör anspråk på området.